# Lista de Grandes Prêmios de Fórmula 1
Segue a lista completa dos Grandes Prêmios que fazem ou fizeram parte da Fórmula 1 desde seu do primeiro campeonato em 1950.

## Corridas atuais e antigas
Os grandes prêmios em negrito são os que participam do campeonato de 2022.
| Número | Corrida                                   | Anos ativo (s)                                                         | N° de corridas |
| ------ | ----------------------------------------- | ---------------------------------------------------------------------- | -------------- |
| 1      | Grande Prêmio do 70.º Aniversário         | 2020                                                                   | 1              |
| 2      | Grande Prêmio de Abu Dhabi                | 2009 –                                                                 | 12             |
| 3      | Grande Prêmio da Alemanha                 | 1951 – 1954, 1956 – 1959, 1961 – 2006, 2008 – 2014, 2016, 2018 – 2019  | 64             |
| 4      | Grande Prêmio da Argentina                | 1953 – 1958, 1960, 1972 – 1975, 1977 – 1981, 1995 – 1998               | 20             |
| 5      | Grande Prêmio da Austrália                | 1985 – 2019, 2022 –                                                    | 34             |
| 6      | Grande Prêmio do Azerbaijão               | 2017 – 2019, 2021 –                                                    | 3              |
| 7      | Grande Prêmio da África do Sul            | 1962 – 1963, 1965, 1967 – 1980, 1982 – 1985, 1992 – 1993               | 23             |
| 8      | Grande Prêmio da Arábia Saudita           | 2021 –                                                                 |                |
| 9      | Grande Prêmio da Áustria                  | 1964, 1970 – 1987, 1997 – 2003, 2014 –                                 | 33             |
| 10     | Grande Prêmio do Barém                    | 2004 – 2010, 2012 –                                                    | 17             |
| 11     | Grande Prêmio da Bélgica                  | 1950 – 1956, 1958, 1960 – 1968, 1970, 1972 – 2002, 2004 – 2005, 2007 – | 65             |
| 12     | Grande Prêmio do Brasil                   | 1973 – 2019                                                            | 48             |
| 13     | Grande Prêmio de Caesars Palace           | 1981 – 1982                                                            | 2              |
| 14     | Grande Prêmio do Canadá                   | 1967 – 1974, 1976 – 1986, 1988 – 2008, 2010 – 2019, 2022 –             | 50             |
| 15     | Grande Prêmio do Catar                    | 2021, 2023 –                                                           | 1              |
| 16     | Grande Prêmio da China                    | 2004 – 2019                                                            | 16             |
| 17     | Grande Prêmio da Cidade do México         | 2021 –                                                                 | 2              |
| 18     | Grande Prêmio da Coreia do Sul            | 2010 – 2013                                                            | 4              |
| 19     | Grande Prêmio de Dallas                   | 1984                                                                   | 1              |
| 20     | Grande Prêmio de Detroit                  | 1982 – 1988                                                            | 7              |
| 21     | Grande Prêmio de Eifel                    | 2020                                                                   | 1              |
| 22     | Grande Prêmio da Emília-Romanha           | 2020 – 2022, 2024 –                                                    | 3              |
| 23     | Grande Prêmio da Espanha                  | 1951, 1954, 1968 – 1979, 1981, 1986 –                                  | 51             |
| 24     | Grande Prêmio dos Estados Unidos          | 1959 – 1980, 1989 – 1991, 2000 – 2007, 2012 – 2019, 2021 –             | 41             |
| 25     | Grande Prêmio do Oeste dos Estados Unidos | 1976 – 1983                                                            | 7              |
| 26     | Grande Prêmio da Estíria                  | 2020 – 2021                                                            | 2              |
| 27     | Grande Prêmio da Europa                   | 1983 – 1985, 1993 – 1997, 1999 – 2012, 2016                            | 23             |
| 28     | Grande Prêmio da França                   | 1950 – 1954, 1956 – 2008, 2018 – 2019, 2021 – 2022                     | 62             |
| 29     | Grande Prêmio da Grã-Bretanha             | 1950 –                                                                 | 71             |
| 30     | Grande Prêmio da Hungria                  | 1986 –                                                                 | 34             |
| 31     | 500 milhas de Indianápolis                | 1950 – 1960                                                            | 10             |
| 32     | Grande Prêmio da Itália                   | 1950 –                                                                 | 71             |
| 33     | Grande Prêmio da Índia                    | 2011 – 2013                                                            | 3              |
| 34     | Grande Prêmio do Japão                    | 1976 – 1977, 1987 – 2019, 2022 –                                       | 35             |
| 35     | Grande Prêmio de Luxemburgo               | 1997 – 1998                                                            | 2              |
| 36     | Grande Prêmio da Malásia                  | 1999 – 2017                                                            | 18             |
| 37     | Grande Prêmio do Marrocos                 | 1958                                                                   | 1              |
| 38     | Grande Prêmio do México                   | 1963 – 1970, 1986 – 1992, 2015 – 2019                                  | 20             |
| 39     | Grande Prêmio de Miami                    | 2022 –                                                                 | 1              |
| 40     | Grande Prêmio de Mônaco                   | 1950, 1952, 1955 – 2019, 2021 –                                        | 66             |
| 41     | Grande Prêmio do Pacífico                 | 1994 – 1995                                                            | 2              |
| 42     | Grande Prêmio dos Países Baixos           | 1952 – 1953, 1955, 1958 – 1971, 1973 – 1985, 2021 –                    | 30             |
| 43     | Grande Prêmio de Pescara                  | 1957                                                                   | 1              |
| 44     | Grande Prêmio de Portugal                 | 1958 – 1960, 1984 – 1996, 2020 – 2021                                  | 18             |
| 45     | Grande Prêmio da Rússia                   | 2014 – 2021                                                            | 7              |
| 46     | Grande Prêmio de Sakhir                   | 2020                                                                   | 1              |
| 47     | Grande Prêmio de San Marino               | 1981 – 2006                                                            | 25             |
| 48     | Grande Prêmio de São Paulo                | 2021 –                                                                 |                |
| 49     | Grande Prêmio de Singapura                | 2008 – 2019, 2022 –                                                    | 12             |
| 50     | Grande Prêmio da Suécia                   | 1973 – 1978                                                            | 6              |
| 51     | Grande Prêmio da Suíça                    | 1950 – 1954, 1982                                                      | 6              |
| 52     | Grande Prêmio da Toscana                  | 2020                                                                   | 1              |
| 53     | Grande Prêmio da Turquia                  | 2005 – 2011, 2020 – 2021                                               | 8              |

### 1950–1959
| GP | 1950         | 1951         | 1952          | 1953          | 1954         | 1955          | 1956         | 1957         | 1958          | 1959           |
| -- | ------------ | ------------ | ------------- | ------------- | ------------ | ------------- | ------------ | ------------ | ------------- | -------------- |
| 1  | Grã-Bretanha | Suíça        | Suíça         | Argentina     | Argentina    | Argentina     | Argentina    | Argentina    | Argentina     | Mônaco         |
| 2  | Mônaco       | Indy 500     | Indy 500      | Indy 500      | Indy 500     | Mônaco        | Mônaco       | Mônaco       | Mônaco        | Indy 500       |
| 3  | Indy 500     | Bélgica      | Bélgica       | Países Baixos | Bélgica      | Indy 500      | Indy 500     | Indy 500     | Países Baixos | Países Baixos  |
| 4  | Suíça        | França       | França        | Bélgica       | França       | Bélgica       | Bélgica      | França       | Indy 500      | França         |
| 5  | Bélgica      | Grã-Bretanha | Grã-Bretanha  | França        | Grã-Bretanha | Países Baixos | França       | Grã-Bretanha | Bélgica       | Grã-Bretanha   |
| 6  | França       | Alemanha     | Alemanha      | Grã-Bretanha  | Alemanha     | Grã-Bretanha  | Grã-Bretanha | Alemanha     | França        | Alemanha       |
| 7  | Itália       | Itália       | Países Baixos | Alemanha      | Suíça        | Itália        | Alemanha     | Pescara      | Grã-Bretanha  | Portugal       |
| 8  |              | Espanha      | Itália        | Suíça         | Itália       |               | Itália       | Itália       | Alemanha      | Itália         |
| 9  |              |              |               | Itália        | Espanha      |               |              |              | Portugal      | Estados Unidos |
| 10 |              |              |               |               |              |               |              |              | Itália        |                |
| 11 |              |              |               |               |              |               |              |              | Marrocos      |                |

### 1960–1969
| GP | 1960           | 1961           | 1962           | 1963           | 1964           | 1965           | 1966           | 1967           | 1968           | 1969           |
| -- | -------------- | -------------- | -------------- | -------------- | -------------- | -------------- | -------------- | -------------- | -------------- | -------------- |
| 1  | Argentina      | Mônaco         | Países Baixos  | Mônaco         | Mônaco         | África do Sul  | Mônaco         | África do Sul  | África do Sul  | África do Sul  |
| 2  | Mônaco         | Países Baixos  | Mônaco         | Bélgica        | Países Baixos  | Mônaco         | Bélgica        | Mônaco         | Espanha        | Espanha        |
| 3  | Indy 500       | Bélgica        | Bélgica        | Países Baixos  | Bélgica        | Bélgica        | França         | Países Baixos  | Mônaco         | Mônaco         |
| 4  | Países Baixos  | França         | França         | França         | França         | França         | Grã-Bretanha   | Bélgica        | Bélgica        | Países Baixos  |
| 5  | Bélgica        | Grã-Bretanha   | Grã-Bretanha   | Grã-Bretanha   | Grã-Bretanha   | Grã-Bretanha   | Países Baixos  | França         | Países Baixos  | França         |
| 6  | França         | Alemanha       | Alemanha       | Alemanha       | Alemanha       | Países Baixos  | Alemanha       | Grã-Bretanha   | França         | Grã-Bretanha   |
| 7  | Grã-Bretanha   | Itália         | Itália         | Itália         | Áustria        | Alemanha       | Itália         | Alemanha       | Grã-Bretanha   | Alemanha       |
| 8  | Portugal       | Estados Unidos | Estados Unidos | Estados Unidos | Itália         | Itália         | Estados Unidos | Canadá         | Alemanha       | Itália         |
| 9  | Itália         |                | México         | México         | Estados Unidos | Estados Unidos | México         | Itália         | Itália         | Canadá         |
| 10 | Estados Unidos |                | África do Sul  | África do Sul  | México         | México         |                | Estados Unidos | Canadá         | Estados Unidos |
| 11 |                |                |                |                |                |                |                | México         | Estados Unidos | México         |
| 12 |                |                |                |                |                |                |                |                | México         |                |

### 1970–1979
| GP | 1970           | 1971           | 1972           | 1973           | 1974           | 1975           | 1976                   | 1977                   | 1978                   | 1979                   |
| -- | -------------- | -------------- | -------------- | -------------- | -------------- | -------------- | ---------------------- | ---------------------- | ---------------------- | ---------------------- |
| 1  | África do Sul  | África do Sul  | Argentina      | Argentina      | Argentina      | Argentina      | Brasil                 | Argentina              | Argentina              | Argentina              |
| 2  | Espanha        | Espanha        | África do Sul  | Brasil         | Brasil         | Brasil         | África do Sul          | Brasil                 | Brasil                 | Brasil                 |
| 3  | Mônaco         | Mônaco         | Espanha        | África do Sul  | África do Sul  | África do Sul  | Estados Unidos (Oeste) | África do Sul          | África do Sul          | África do Sul          |
| 4  | Bélgica        | Países Baixos  | Mônaco         | Espanha        | Espanha        | Espanha        | Espanha                | Estados Unidos (Oeste) | Estados Unidos (Oeste) | Estados Unidos (Oeste) |
| 5  | Países Baixos  | França         | Bélgica        | Bélgica        | Bélgica        | Mônaco         | Bélgica                | Espanha                | Mônaco                 | Espanha                |
| 6  | França         | Grã-Bretanha   | França         | Mônaco         | Mônaco         | Bélgica        | Mônaco                 | Mônaco                 | Bélgica                | Bélgica                |
| 7  | Grã-Bretanha   | Alemanha       | Grã-Bretanha   | Suécia         | Suécia         | Suécia         | Suécia                 | Bélgica                | Espanha                | Mônaco                 |
| 8  | Alemanha       | Áustria        | Alemanha       | França         | Países Baixos  | Países Baixos  | França                 | Suécia                 | Suécia                 | França                 |
| 9  | Áustria        | Itália         | Áustria        | Grã-Bretanha   | França         | França         | Grã-Bretanha           | França                 | França                 | Grã-Bretanha           |
| 10 | Itália         | Canadá         | Itália         | Países Baixos  | Grã-Bretanha   | Grã-Bretanha   | Alemanha               | Grã-Bretanha           | Grã-Bretanha           | Alemanha               |
| 11 | Canadá         | Estados Unidos | Canadá         | Alemanha       | Alemanha       | Alemanha       | Áustria                | Alemanha               | Alemanha               | Áustria                |
| 12 | Estados Unidos |                | Estados Unidos | Áustria        | Áustria        | Áustria        | Países Baixos          | Áustria                | Áustria                | Países Baixos          |
| 13 | México         |                |                | Itália         | Itália         | Itália         | Itália                 | Países Baixos          | Países Baixos          | Itália                 |
| 14 |                |                |                | Canadá         | Canadá         | Estados Unidos | Canadá                 | Itália                 | Itália                 | Canadá                 |
| 15 |                |                |                | Estados Unidos | Estados Unidos |                | Estados Unidos         | Estados Unidos         | Estados Unidos         | Estados Unidos         |
| 16 |                |                |                |                |                |                | Japão                  | Canadá                 | Canadá                 |                        |
| 17 |                |                |                |                |                |                |                        | Japão                  |                        |                        |

### 1980–1989
| GP | 1980                   | 1981                   | 1982                   | 1983                   | 1984          | 1985          | 1986         | 1987         | 1988         | 1989           |
| -- | ---------------------- | ---------------------- | ---------------------- | ---------------------- | ------------- | ------------- | ------------ | ------------ | ------------ | -------------- |
| 1  | Argentina              | Estados Unidos (Oeste) | África do Sul          | Brasil                 | Brasil        | Brasil        | Brasil       | Brasil       | Brasil       | Brasil         |
| 2  | Brasil                 | Brasil                 | Brasil                 | Estados Unidos (Oeste) | África do Sul | Portugal      | Espanha      | San Marino   | San Marino   | San Marino     |
| 3  | África do Sul          | Argentina              | Estados Unidos (Oeste) | França                 | Bélgica       | San Marino    | San Marino   | Bélgica      | Mônaco       | Mônaco         |
| 4  | Estados Unidos (Oeste) | San Marino             | San Marino             | San Marino             | San Marino    | Mônaco        | Mônaco       | Mônaco       | México       | México         |
| 5  | Bélgica                | Bélgica                | Bélgica                | Mônaco                 | França        | Canadá        | Bélgica      | Detroit      | Canadá       | Estados Unidos |
| 6  | Mônaco                 | Mônaco                 | Mônaco                 | Bélgica                | Mônaco        | Detroit       | Canadá       | França       | Detroit      | Canadá         |
| 7  | França                 | Espanha                | Detroit                | Detroit                | Canadá        | França        | Detroit      | Grã-Bretanha | França       | França         |
| 8  | Grã-Bretanha           | França                 | Canadá                 | Canadá                 | Detroit       | Grã-Bretanha  | França       | Alemanha     | Grã-Bretanha | Grã-Bretanha   |
| 9  | Alemanha               | Grã-Bretanha           | Países Baixos          | Grã-Bretanha           | Dallas        | Alemanha      | Grã-Bretanha | Hungria      | Alemanha     | Alemanha       |
| 10 | Áustria                | Alemanha               | Grã-Bretanha           | Alemanha               | Grã-Bretanha  | Áustria       | Alemanha     | Áustria      | Hungria      | Hungria        |
| 11 | Países Baixos          | Áustria                | França                 | Áustria                | Alemanha      | Países Baixos | Hungria      | Itália       | Bélgica      | Bélgica        |
| 12 | Itália                 | Países Baixos          | Alemanha               | Países Baixos          | Áustria       | Itália        | Áustria      | Portugal     | Itália       | Itália         |
| 13 | Canadá                 | Itália                 | Áustria                | Itália                 | Países Baixos | Bélgica       | Itália       | Espanha      | Portugal     | Portugal       |
| 14 | Estados Unidos         | Canadá                 | Suíça                  | Europa                 | Itália        | Europa        | Portugal     | México       | Espanha      | Espanha        |
| 15 |                        | Las Vegas              | Itália                 | África do Sul          | Europa        | África do Sul | México       | Japão        | Japão        | Japão          |
| 16 |                        |                        | Las Vegas              |                        | Portugal      | Austrália     | Austrália    | Austrália    | Austrália    | Austrália      |

### 1990–1999
| GP | 1990           | 1991           | 1992          | 1993          | 1994         | 1995         | 1996         | 1997         | 1998         | 1999         |
| -- | -------------- | -------------- | ------------- | ------------- | ------------ | ------------ | ------------ | ------------ | ------------ | ------------ |
| 1  | Estados Unidos | Estados Unidos | África do Sul | África do Sul | Brasil       | Brasil       | Austrália    | Austrália    | Austrália    | Austrália    |
| 2  | Brasil         | Brasil         | México        | Brasil        | Pacífico     | Argentina    | Brasil       | Brasil       | Brasil       | Brasil       |
| 3  | San Marino     | San Marino     | Brasil        | Europa        | San Marino   | San Marino   | Argentina    | Argentina    | Argentina    | San Marino   |
| 4  | Mônaco         | Mônaco         | Espanha       | San Marino    | Mônaco       | Espanha      | Europa       | San Marino   | San Marino   | Mônaco       |
| 5  | Canadá         | Canadá         | San Marino    | Espanha       | Espanha      | Mônaco       | San Marino   | Mônaco       | Espanha      | Espanha      |
| 6  | México         | México         | Mônaco        | Mônaco        | Canadá       | Canadá       | Mônaco       | Espanha      | Mônaco       | Canadá       |
| 7  | França         | França         | Canadá        | Canadá        | França       | França       | Espanha      | Canadá       | Canadá       | França       |
| 8  | Grã-Bretanha   | Grã-Bretanha   | França        | França        | Grã-Bretanha | Grã-Bretanha | Canadá       | França       | França       | Grã-Bretanha |
| 9  | Alemanha       | Alemanha       | Grã-Bretanha  | Grã-Bretanha  | Alemanha     | Alemanha     | França       | Grã-Bretanha | Grã-Bretanha | Áustria      |
| 10 | Hungria        | Hungria        | Alemanha      | Alemanha      | Hungria      | Hungria      | Grã-Bretanha | Alemanha     | Áustria      | Alemanha     |
| 11 | Bélgica        | Bélgica        | Hungria       | Hungria       | Bélgica      | Bélgica      | Alemanha     | Hungria      | Alemanha     | Hungria      |
| 12 | Itália         | Itália         | Bélgica       | Bélgica       | Itália       | Itália       | Hungria      | Bélgica      | Hungria      | Bélgica      |
| 13 | Portugal       | Portugal       | Itália        | Itália        | Portugal     | Portugal     | Bélgica      | Itália       | Bélgica      | Itália       |
| 14 | Espanha        | Espanha        | Portugal      | Portugal      | Europa       | Europa       | Itália       | Áustria      | Itália       | Europa       |
| 15 | Japão          | Japão          | Japão         | Japão         | Japão        | Pacífico     | Portugal     | Luxemburgo   | Luxemburgo   | Malásia      |
| 16 | Austrália      | Austrália      | Austrália     | Austrália     | Austrália    | Japão        | Japão        | Japão        | Japão        | Japão        |
| 17 |                |                |               |               |              | Austrália    |              | Europa       |              |              |

### 2000–2009
| GP | 2000           | 2001           | 2002           | 2003           | 2004           | 2005           | 2006           | 2007           | 2008         | 2009         |
| -- | -------------- | -------------- | -------------- | -------------- | -------------- | -------------- | -------------- | -------------- | ------------ | ------------ |
| 1  | Austrália      | Austrália      | Austrália      | Austrália      | Austrália      | Austrália      | Barém          | Austrália      | Austrália    | Austrália    |
| 2  | Brasil         | Malásia        | Malásia        | Malásia        | Malásia        | Malásia        | Malásia        | Malásia        | Malásia      | Malásia      |
| 3  | San Marino     | Brasil         | Brasil         | Brasil         | Barém          | Barém          | Austrália      | Barém          | Barém        | China        |
| 4  | Grã-Bretanha   | San Marino     | San Marino     | San Marino     | San Marino     | San Marino     | San Marino     | Espanha        | Espanha      | Barém        |
| 5  | Espanha        | Espanha        | Espanha        | Espanha        | Espanha        | Espanha        | Europa         | Mônaco         | Turquia      | Espanha      |
| 6  | Europa         | Áustria        | Áustria        | Áustria        | Mônaco         | Mônaco         | Espanha        | Canadá         | Mônaco       | Mônaco       |
| 7  | Mônaco         | Mônaco         | Mônaco         | Mônaco         | Europa         | Europa         | Mônaco         | Estados Unidos | Canadá       | Turquia      |
| 8  | Canadá         | Canadá         | Canadá         | Canadá         | Canadá         | Canadá         | Grã-Bretanha   | França         | França       | Grã-Bretanha |
| 9  | França         | Europa         | Europa         | Europa         | Estados Unidos | Estados Unidos | Canadá         | Grã-Bretanha   | Grã-Bretanha | Alemanha     |
| 10 | Áustria        | França         | Grã-Bretanha   | França         | França         | França         | Estados Unidos | Europa         | Alemanha     | Hungria      |
| 11 | Alemanha       | Grã-Bretanha   | França         | Grã-Bretanha   | Grã-Bretanha   | Grã-Bretanha   | França         | Hungria        | Hungria      | Europa       |
| 12 | Hungria        | Alemanha       | Alemanha       | Alemanha       | Alemanha       | Alemanha       | Alemanha       | Turquia        | Europa       | Bélgica      |
| 13 | Bélgica        | Hungria        | Hungria        | Hungria        | Hungria        | Hungria        | Hungria        | Itália         | Bélgica      | Itália       |
| 14 | Itália         | Bélgica        | Bélgica        | Itália         | Bélgica        | Turquia        | Turquia        | Bélgica        | Itália       | Singapura    |
| 15 | Estados Unidos | Itália         | Itália         | Estados Unidos | Itália         | Itália         | Itália         | Japão          | Singapura    | Japão        |
| 16 | Japão          | Estados Unidos | Estados Unidos | Japão          | China          | Bélgica        | China          | China          | Japão        | Brasil       |
| 17 | Malásia        | Japão          | Japão          |                | Japão          | Brasil         | Japão          | Brasil         | China        | Abu Dhabi    |
| 18 |                |                |                |                | Brasil         | Japão          | Brasil         |                | Brasil       |              |
| 19 |                |                |                |                |                | China          |                |                |              |              |

### 2010–2019
| GP | 2010          | 2011          | 2012           | 2013           | 2014           | 2015           | 2016           | 2017           | 2018           | 2019           |
| -- | ------------- | ------------- | -------------- | -------------- | -------------- | -------------- | -------------- | -------------- | -------------- | -------------- |
| 1  | Barém         | Austrália     | Austrália      | Austrália      | Austrália      | Austrália      | Austrália      | Austrália      | Austrália      | Austrália      |
| 2  | Austrália     | Malásia       | Malásia        | Malásia        | Malásia        | Malásia        | Barém          | China          | Barém          | Barém          |
| 3  | Malásia       | China         | China          | China          | Barém          | China          | China          | Barém          | China          | China          |
| 4  | China         | Turquia       | Barém          | Barém          | China          | Barém          | Rússia         | Rússia         | Azerbaijão     | Azerbaijão     |
| 5  | Espanha       | Espanha       | Espanha        | Espanha        | Espanha        | Espanha        | Espanha        | Espanha        | Espanha        | Espanha        |
| 6  | Mônaco        | Mônaco        | Mônaco         | Mônaco         | Mônaco         | Mônaco         | Mônaco         | Mônaco         | Mônaco         | Mônaco         |
| 7  | Turquia       | Canadá        | Canadá         | Canadá         | Canadá         | Canadá         | Canadá         | Canadá         | Canadá         | Canadá         |
| 8  | Canadá        | Europa        | Europa         | Grã-Bretanha   | Áustria        | Áustria        | Europa         | Azerbaijão     | França         | França         |
| 9  | Europa        | Grã-Bretanha  | Grã-Bretanha   | Alemanha       | Grã-Bretanha   | Grã-Bretanha   | Áustria        | Áustria        | Áustria        | Áustria        |
| 10 | Grã-Bretanha  | Alemanha      | Alemanha       | Hungria        | Alemanha       | Hungria        | Grã-Bretanha   | Grã-Bretanha   | Grã-Bretanha   | Grã-Bretanha   |
| 11 | Alemanha      | Hungria       | Hungria        | Bélgica        | Hungria        | Bélgica        | Hungria        | Hungria        | Alemanha       | Alemanha       |
| 12 | Hungria       | Bélgica       | Bélgica        | Itália         | Bélgica        | Itália         | Alemanha       | Bélgica        | Hungria        | Hungria        |
| 13 | Bélgica       | Itália        | Itália         | Singapura      | Itália         | Singapura      | Bélgica        | Itália         | Bélgica        | Bélgica        |
| 14 | Itália        | Singapura     | Singapura      | Japão          | Singapura      | Japão          | Itália         | Singapura      | Itália         | Itália         |
| 15 | Singapura     | Japão         | Japão          | Coreia do Sul  | Japão          | Rússia         | Singapura      | Malásia        | Singapura      | Singapura      |
| 16 | Japão         | Coreia do Sul | Coreia do Sul  | Índia          | Rússia         | Estados Unidos | Malásia        | Japão          | Rússia         | Rússia         |
| 17 | Coreia do Sul | Índia         | Índia          | Abu Dhabi      | Estados Unidos | México         | Japão          | Estados Unidos | Japão          | Japão          |
| 18 | Brasil        | Abu Dhabi     | Abu Dhabi      | Estados Unidos | Brasil         | Brasil         | Estados Unidos | México         | Estados Unidos | México         |
| 19 | Abu Dhabi     | Brasil        | Estados Unidos | Brasil         | Abu Dhabi      | Abu Dhabi      | México         | Brasil         | México         | Estados Unidos |
| 20 |               |               | Brasil         |                |                |                | Brasil         | Abu Dhabi      | Brasil         | Brasil         |
| 21 |               |               |                |                |                |                | Abu Dhabi      |                | Abu Dhabi      | Abu Dhabi      |

### 2020–2029
| 1  | Áustria          | Barém            | Barém            | Barém            | Barém            | Austrália        | Austrália           |
| 2  | Estíria          | Emília-Romanha   | Arábia Saudita   | Arábia Saudita   | Arábia Saudita   | China            | China               |
| 3  | Hungria          | Portugal         | Austrália        | Austrália        | Austrália        | Japão            | Japão               |
| 4  | Grã-Bretanha     | Espanha          | Emília-Romanha   | Azerbaijão       | Japão            | Barém            | Barém               |
| 5  | 70.º Aniversário | Mônaco           | Miami            | Miami            | China            | Arábia Saudita   | Arábia Saudita      |
| 6  | Espanha          | Azerbaijão       | Espanha          | Mônaco           | Miami            | Miami            | Miami               |
| 7  | Bélgica          | França           | Mônaco           | Espanha          | Emília-Romanha   | Emília-Romanha   | Canadá              |
| 8  | Itália           | Estíria          | Azerbaijão       | Canadá           | Mônaco           | Mônaco           | Mônaco              |
| 9  | Toscana          | Áustria          | Canadá           | Áustria          | Canadá           | Espanha          | Barcelona-Catalunha |
| 10 | Rússia           | Grã-Bretanha     | Grã-Bretanha     | Grã-Bretanha     | Espanha          | Canadá           | Áustria             |
| 11 | Eifel            | Hungria          | Áustria          | Hungria          | Áustria          | Áustria          | Grã-Bretanha        |
| 12 | Portugal         | Bélgica          | França           | Bélgica          | Grã-Bretanha     | Grã-Bretanha     | Bélgica             |
| 13 | Emília-Romanha   | Países Baixos    | Hungria          | Países Baixos    | Hungria          | Bélgica          | Hungria             |
| 14 | Turquia          | Itália           | Bélgica          | Itália           | Bélgica          | Hungria          | Países Baixos       |
| 15 | Barém            | Rússia           | Países Baixos    | Singapura        | Países Baixos    | Países Baixos    | Itália              |
| 16 | Sakhir           | Turquia          | Itália           | Japão            | Itália           | Itália           | Espanha             |
| 17 | Abu Dhabi        | Estados Unidos   | Singapura        | Catar            | Azerbaijão       | Azerbaijão       | Azerbaijão          |
| 18 |                  | Cidade do México | Japão            | Estados Unidos   | Singapura        | Singapura        | Singapura           |
| 19 |                  | São Paulo        | Estados Unidos   | Cidade do México | Estados Unidos   | Estados Unidos   | Estados Unidos      |
| 20 |                  | Catar            | Cidade do México | São Paulo        | Cidade do México | Cidade do México | Cidade do México    |
| 21 |                  | Arábia Saudita   | São Paulo        | Las Vegas        | São Paulo        | São Paulo        | São Paulo           |
| 22 |                  | Abu Dhabi        | Abu Dhabi        | Abu Dhabi        | Las Vegas        | Las Vegas        | Las Vegas           |
| 23 |                  |                  |                  |                  | Catar            | Catar            | Catar               |
| 24 |                  |                  |                  |                  | Abu Dhabi        | Abu Dhabi        | Abu Dhabi           |